# Spanners
De spanners (Geometridae) zijn een familie van vlinders.

## Naam en indeling
Spanners worden ook wel landmeters genoemd vanwege de kenmerkende voortbeweging van de rupsen waarbij de rups een afstand lijkt af te passen. De wetenschappelijke naam Geometridae is afgeleid van het Latijnse geometra of geometres, 'landmeter', dat op zijn beurt weer afkomstig is van het Oudgriekse geōmetrēs (γεωμέτρης), met dezelfde betekenis.
Het is een grote familie met ruim 21.000 soorten, waarvan er bijna duizend in Europa voorkomen en 300 in Nederland.

## Uiterlijke kenmerken
Veel soorten hebben een smalle buik en brede, afgeronde vleugels. Deze worden gewoonlijk plat gehouden met de achtervleugels zichtbaar. Als zodanig zien ze er nogal vlinderachtig uit, maar toch zijn het in de meeste opzichten echte motten: de overweldigende meerderheid vliegt 's nachts, en de antennes van de mannetjes zijn vaak geveerd. De vrouwtjes van sommige soorten zijn ongevleugeld. Ze hebben bruine of groene camouflagekleuren. De vleugelspanwijdte varieert van 1,4 tot 7,4 cm.
Volwassen dieren hebben abdominale tympanale organen, een soort primitief gehoorzintuig bij insecten.

## Voortplanting
De eieren worden apart of in groepjes afgezet op schors, takjes of stengels van de waardplant.

## Verspreiding en leefgebied
Deze familie komt wereldwijd voor op loof- en naaldbomen, struiken en kruidachtige planten.

## Voortbeweging
De rupsen hebben een duidelijk herkenbare manier van voortbewegen: eerst wordt het achterlichaam tot aan de borst opgetrokken, zodat de rups de vorm van de Griekse letter omega heeft. Daarna wordt het voorlichaam vooruit geschoven, zodat de rups zich weer over de volle lengte uitspant. Hieraan ontleent de familie haar Nederlandstalige naam.

## Onderfamilies, geslachtengroepen en geslachten
De familie is in negen onderfamilies opgedeeld.
onderfamilie Archiearinae Fletcher, 1953geslachten
- Alsophila
- Inurois

onderfamilie Alsophilinae Herbulot, 1962geslachten
| - Acalyphes - Archiearides - Archiearis - Caenosynteles | - Dirce - Lachnocephala - Leucobrephos |

onderfamilie Desmobathrinae Meyrick, 1886geslachtengroepen
| - Epirranthini - Desmobathrini - Eumeleini |

geslachten
| - Myinodes Meyrick, 1892 - Gypsochroa Hübner, 1825 |

onderfamilie Ennominae Duponchel, 1845geslachtengroepen
| - Abraxini - Angeronini - Apeirini - Apochimini - Aspitatini - Azelinini - Baptini - Bistonini - Boarmiini | - Bupalini - Caberini - Campaeini - Cassymini - Cheimopteni - Colotoini - Cystidiini - Desertobiini - Ennomini | - Epionini - Erannini - Gnophini - Gonodontini - Hypochrosini - Lithinini - Macariini - Melanolophiini - Nacophorini | - Odontoperini - Onychorini - Ourapterygini - Phaselini - Plutodini - Prosopolophini - Sphacelodini - Theriini - Wilemanini |

onderfamilie Geometrinae Leach, 1815geslachtengroepen
| - Comibaenini - Comostolini - Dysphaniini - Geometrini - Hemistolini | - Hemitheini - Microloxiini - Nemorini - Pseudoterpnini - Thalassodini |

onderfamilie Larentiinae Duponchel, 1845geslachtengroepen
| - Asthenini - Cataclysmiini - Chesiadini - Cidariini - Eudulini | - Euphyiini - Eupitheciini - Hydriomenini - Larentiini - Lythriini | - Melanthiini - Operophterini - Perizomini - Phileremini - Rheumapterini | - Solitaneini - Stamnodini - Trichopterygini - Xanthorhoini |

onderfamilie Oenochrominae Guenée, 1857geslachten
| - Abraxaphantes - Adeixis - Adesmobathra - Afrophyla - Aglossophanes - Aletis - Almodes - Alsophiloides - Ametris - Antasia - Antictenia - Apotheta - Arcina - Arhodia - Aspilonaxa - Barrama - Carmala - Cartaletis | - Cathaemacta - Cernia - Circopetes - Cortixa - Debos - Dichromodes - Dinophalus - Drepanopterula - Ecphyas - Enchocrana - Entogonia - Epidesmia - Epirranthis - Ergavia - Eumegethes - Gastrophora - Heteralex - Homospora | - Hypographa - Lissomma - Loxorhombia - Macrotes - Monoctenia - Myinodes - Nearcha - Norsia - Nycticleptes - Oenochroma - Omoplatica - Onycodes - Palaeodoxa - Paraptychodes - Parepisparis - Phallaria - Phrataria - Phrixocomes | - Phthorarcha - Physetostege - Pycnoneura - Racasta - Samana - Sarcinodes - Symphylistis - Systatica - Tapinogyna - Taxeotis - Thaumatographe - Theoxena - Trizodes - Xyridacma - Zanclopteryx - Zanclorhacos - Zeuctophlebia |

onderfamilie Orthostixinae Meyrick, 1892geslachten
- Centronaxa
- Naxa
- Orthostixis

onderfamilie Sterrhinae Meyrick, 1892geslachtengroepen
| - Cosymbiini - Cyllopodini - Rhodometrini - Rhodostrophiini | - Scopulini - Sterrhini - Timandrini |

## In Nederland waargenomen soorten
- Genus: Abraxas
  - Abraxas grossulariata - (Bonte bessenvlinder)
  - Abraxas sylvata - (Porseleinvlinder)
- Genus: Acasis
  - Acasis viretata - (Groene blokspanner)
- Genus: Aethalura
  - Aethalura punctulata - (Berkenspikkelspanner)
- Genus: Agriopis
  - Agriopis aurantiaria - (Najaarsspanner)
  - Agriopis leucophaearia - (Kleine voorjaarsspanner)
  - Agriopis marginaria - (Grote voorjaarsspanner)
- Genus: Alcis
  - Alcis deversata - (Gevlekte spikkelspanner)
  - Alcis jubata - (Baardmosspikkelspanner)
  - Alcis repandata - (Variabele spikkelspanner)
- Genus: Aleucis
  - Aleucis distinctata - (Prunusspanner)
- Genus: Alsophila
  - Alsophila aceraria - (Najaarsboomspanner)
  - Alsophila aescularia - (Voorjaarsboomspanner)
- Genus: Angerona
  - Angerona prunaria - (Oranje iepentakvlinder)
- Genus: Anticlea
  - Anticlea derivata - (Getekende rozenspanner)
- Genus: Anticollix
  - Anticollix sparsata - (Wederikdwergspanner)
- Genus: Apeira
  - Apeira syringaria - (Seringenvlinder)
- Genus: Aplasta
  - Aplasta ononaria - (Stalkruidspanner)
- Genus: Aplocera
  - Aplocera efformata - (Sint-janskruidblokspanner)
  - Aplocera plagiata - (Streepblokspanner)
- Genus: Apocheima
  - Apocheima hispidaria - (Voorjaarsspanner)
- Genus: Archiearis
  - Archiearis parthenias - (Oranje berkenspanner)
- Genus: Aspitates
  - Aspitates collinaria
  - Aspitates gilvaria - (Strogele spanner)
  - Aspitates ochrearia - (Gele kustspanner)
- Genus: Asthena
  - Asthena albulata - (Wit spannertje)
  - Asthena anseraria - (Kornoeljespanner)
- Genus: Biston
  - Biston betularia - (Peper-en-zoutvlinder)
  - Biston strataria - (Vroege spanner)
- Genus: Boudinotiana
  - Boudinotiana notha - (Oranje espenspanner)
- Genus: Bupalus
  - Bupalus piniaria - (Dennenspanner)
- Genus: Cabera
  - Cabera exanthemata - (Bruine grijsbandspanner)
  - Cabera pusaria - (Witte grijsbandspanner)
- Genus: Campaea
  - Campaea honoraria - (Eikentak)
  - Campaea margaritaria - (Appeltak)
- Genus: Camptogramma
  - Camptogramma bilineata - (Gestreepte goudspanner)
- Genus: Cataclysme
  - Cataclysme riguata - (Kalkbandspanner)
- Genus: Catarhoe
  - Catarhoe cuculata - (Bonte walstrospanner)
  - Catarhoe rubidata - (Roodbruine walstrospanner)
- Genus: Cepphis
  - Cepphis advenaria - (Kleine herculesspanner)
- Genus: Chariaspilates
  - Chariaspilates formosaria - (Oostelijke spanner)
- Genus: Charissa
  - Charissa obscurata - (Heide-oogspanner)
- Genus: Chesias
  - Chesias legatella - (Herfstbremspanner)
  - Chesias rufata - (Zomerbremspanner)
- Genus: Chiasmia
  - Chiasmia clathrata - (Klaverspanner)
- Genus: Chlorissa
  - Chlorissa viridata - (Smaragdgroene zomervlinder)
- Genus: Chloroclysta
  - Chloroclysta miata - (Herfstpapegaaitje)
  - Chloroclysta siterata - (Papegaaitje)
- Genus: Chloroclystis
  - Chloroclystis v-ata - (V-dwergspanner)
- Genus: Cidaria
  - Cidaria fulvata - (Oranje bruinbandspanner)
- Genus: Cleora
  - Cleora cinctaria - (Geringde spikkelspanner)
- Genus: Cleorodes
  - Cleorodes lichenaria - (Korstmosspanner)
- Genus: Colostygia
  - Colostygia multistrigaria - (Vroege walstrospanner)
  - Colostygia olivata - (Groene bergspanner)
  - Colostygia pectinataria - (Kleine groenbandspanner)
- Genus: Colotois
  - Colotois pennaria - (Gepluimde spanner)
- Genus: Comibaena
  - Comibaena bajularia - (Gevlekte zomervlinder)
- Genus: Cosmorhoe
  - Cosmorhoe ocellata - (Blauwbandspanner)
- Genus: Costaconvexa
  - Costaconvexa polygrammata - (Walstrospanner)
- Genus: Crocallis
  - Crocallis elinguaria - (Kortzuiger)
- Genus: Cyclophora
  - Cyclophora albipunctata - (Berkenoogspanner)
  - Cyclophora annularia - (Nekspindertje)
  - Cyclophora linearia - (Gele oogspanner)
  - Cyclophora pendularia - (Gemarmerde oogspanner)
  - Cyclophora porata - (Eikenoogspanner)
  - Cyclophora punctaria - (Gestippelde oogspanner)
  - Cyclophora puppillaria - (Oranjerode oogspanner)
  - Cyclophora quercimontaria - (Bruine oogspanner)
  - Cyclophora ruficiliaria - (Geelbruine oogspanner)
- Genus: Deileptenia
  - Deileptenia ribeata - (Satijnen spikkelspanner)
- Genus: Dyscia
  - Dyscia fagaria - (Gevlekte heispanner)
- Genus: Dysstroma
  - Dysstroma citrata - (Gehoekte schimmelspanner)
  - Dysstroma truncata - (Schimmelspanner)
- Genus: Earophila
  - Earophila badiata - (Rozenspanner)
- Genus: Ecliptopera
  - Ecliptopera capitata - (Springzaadspanner)
  - Ecliptopera silaceata - (Marmerspanner)
- Genus: Ectropis
  - Ectropis crepuscularia - (Gewone spikkelspanner)
- Genus: Electrophaes
  - Electrophaes corylata - (Kleine wortelhoutspanner)
- Genus: Ematurga
  - Ematurga atomaria - (Gewone heispanner)
- Genus: Ennomos
  - Ennomos alniaria - (Geelschouderspanner)
  - Ennomos autumnaria - (Iepentakvlinder)
  - Ennomos erosaria - (Gehakkelde spanner)
  - Ennomos fuscantaria - (Essenspanner)
  - Ennomos quercinaria - (Geelblad)
- Genus: Entephria
  - Entephria cyanata
- Genus: Epione
  - Epione repandaria - (Puntige zoomspanner)
  - Epione vespertaria - (Zoomspanner)
- Genus: Epirrhoe
  - Epirrhoe alternata - (Gewone bandspanner)
  - Epirrhoe galiata - (Walstrobandspanner)
  - Epirrhoe molluginata - (Grauwe bandspanner)
  - Epirrhoe rivata - (Bosbandspanner)
  - Epirrhoe tristata - (Bonte bandspanner)
- Genus: Epirrita
  - Epirrita autumnata - (Novemberspanner)
  - Epirrita christyi - (Bleke novemberspanner)
  - Epirrita dilutata - (Herfstspanner)
- Genus: Erannis
  - Erannis defoliaria - (Grote wintervlinder)
- Genus: Euchoeca
  - Euchoeca nebulata - (Leverkleurige spanner)
- Genus: Eulithis
  - Eulithis mellinata - (Bessentakvlinder)
  - Eulithis populata - (Gewone agaatspanner)
  - Eulithis prunata - (Wortelhoutspanner)
  - Eulithis testata - (Oranje agaatspanner)
- Genus: Euphyia
  - Euphyia biangulata - (Dubbelhoekbandspanner)
  - Euphyia frustata - (Bruine bergspanner)
  - Euphyia unangulata - (Scherphoekbandspanner)
- Genus: Eupithecia
  - Eupithecia abbreviata - (Voorjaarsdwergspanner)
  - Eupithecia abietaria - (Spardwergspanner)
  - Eupithecia absinthiata - (Egale dwergspanner)
  - Eupithecia analoga - (Gallendwergspanner)
  - Eupithecia assimilata - (Hopdwergspanner)
  - Eupithecia centaureata - (Zwartvlekdwergspanner)
  - Eupithecia denotata - (Klokjesdwergspanner)
  - Eupithecia dodoneata - (Eikendwergspanner)
  - Eupithecia egenaria - (Lindedwergspanner)
  - Eupithecia exiguata - (Loofboomdwergspanner)
  - Eupithecia expallidata - (Kruiskruiddwergspanner)
  - Eupithecia haworthiata - (Bosrankdwergspanner)
  - Eupithecia icterata - (Oranje dwergspanner)
  - Eupithecia impurata - (Grasklokjesdwergspanner)
  - Eupithecia indigata - (Dennendwergspanner)
  - Eupithecia innotata - (Bijvoetdwergspanner)
  - Eupithecia insigniata - (Fruitboomdwergspanner)
  - Eupithecia intricata - (Streepjesdwergspanner)
  - Eupithecia inturbata - (Esdoorndwergspanner)
  - Eupithecia irriguata - (Gemarmerde dwergspanner)
  - Eupithecia lanceata - (Vroege dwergspanner)
  - Eupithecia laquaearia - (Ogentroostdwergspanner)
  - Eupithecia lariciata - (Lariksdwergspanner)
  - Eupithecia linariata - (Vlasbekdwergspanner)
  - Eupithecia millefoliata - (Duizendbladdwergspanner)
  - Eupithecia nanata - (Smalvleugeldwergspanner)
  - Eupithecia phoeniceata - (Cipresdwergspanner)
  - Eupithecia pimpinellata - (Beverneldwergspanner)
  - Eupithecia plumbeolata - (Hengeldwergspanner)
  - Eupithecia pulchellata - (Vingerhoedskruiddwergspanner)
  - Eupithecia pusillata - (Jeneverbesdwergspanner)
  - Eupithecia pygmaeata - (Hoornbloemdwergspanner)
  - Eupithecia satyrata - (Heidedwergspanner)
  - Eupithecia selinata - (Eppedwergspanner)
  - Eupithecia simpliciata - (Meldedwergspanner)
  - Eupithecia sinuosaria - (Ganzenvoetdwergspanner)
  - Eupithecia subfuscata - (Grijze dwergspanner)
  - Eupithecia subumbrata - (Dwarsbanddwergspanner)
  - Eupithecia succenturiata - (Witvlakdwergspanner)
  - Eupithecia tantillaria - (Fijnspardwergspanner)
  - Eupithecia tenuiata - (Wilgendwergspanner)
  - Eupithecia tripunctaria - (Schermbloemdwergspanner)
  - Eupithecia trisignaria - (Drievlekdwergspanner)
  - Eupithecia valerianata - (Valeriaandwergspanner)
  - Eupithecia venosata - (Silenedwergspanner)
  - Eupithecia virgaureata - (Guldenroededwergspanner)
  - Eupithecia vulgata - (Gewone dwergspanner)
- Genus: Fagivorina
  - Fagivorina arenaria - (Gespikkelde korstmosspanner)
- Genus: Gagitodes
  - Gagitodes sagittata - (Poelruitspanner)
- Genus: Gandaritis
  - Gandaritis pyraliata - (Gele agaatspanner)
- Genus: Geometra
  - Geometra papilionaria - (Zomervlinder)
- Genus: Gnophos
  - Gnophos furvata - (Grote bruine spanner)
- Genus: Gymnoscelis
  - Gymnoscelis rufifasciata - (Zwartkamdwergspanner)
- Genus: Hemistola
  - Hemistola chrysoprasaria - (Tere zomervlinder)
- Genus: Hemithea
  - Hemithea aestivaria - (Kleine zomervlinder)
- Genus: Horisme
  - Horisme aquata - (Grijze bosrankspanner)
  - Horisme radicaria - (Tweelingbosrankspanner)
  - Horisme tersata - (Egale bosrankspanner)
  - Horisme vitalbata - (Bruine bosrankspanner)
- Genus: Hydrelia
  - Hydrelia flammeolaria - (Geel spannertje)
  - Hydrelia sylvata - (Elzenspannertje)
- Genus: Hydria
  - Hydria cervinalis - (Grote berberisspanner)
  - Hydria undulata - (Gegolfde spanner)
- Genus: Hydriomena
  - Hydriomena furcata - (Variabele spanner)
  - Hydriomena impluviata - (Groenbandspanner)
- Genus: Hylaea
  - Hylaea fasciaria - (Rode dennenspanner)
- Genus: Hypomecis
  - Hypomecis punctinalis - (Ringspikkelspanner)
  - Hypomecis roboraria - (Grote spikkelspanner)
- Genus: Idaea
  - Idaea aversata - (Grijze stipspanner)
  - Idaea biselata - (Schildstipspanner)
  - Idaea degeneraria - (Bandstipspanner)
  - Idaea deversaria - (Dubbellijnstipspanner)
  - Idaea dimidiata - (Vlekstipspanner)
  - Idaea emarginata - (Geblokte stipspanner)
  - Idaea fuscovenosa - (Dwergstipspanner)
  - Idaea humiliata - (Streepstipspanner)
  - Idaea inquinata - (Roestige stipspanner)
  - Idaea laevigata - (Strooiselstipspanner)
  - Idaea muricata - (Geelpurperen spanner)
  - Idaea ochrata - (Okergele spanner)
  - Idaea rusticata - (Schaduwstipspanner)
  - Idaea seriata - (Paardenbloemspanner)
  - Idaea serpentata - (Amberstipspanner)
  - Idaea straminata - (Egale stipspanner)
  - Idaea subsericeata - (Satijnstipspanner)
  - Idaea sylvestraria - (Randstipspanner)
  - Idaea trigeminata - (Zuidelijke stipspanner)
- Genus: Isturgia
  - Isturgia limbaria - (Oranje bremspanner)
- Genus: Jodis
  - Jodis lactearia - (Melkwitte zomervlinder)
  - Jodis putata - (Spaansgroene zomervlinder)
- Genus: Lampropteryx
  - Lampropteryx suffumata - (Fraaie walstrospanner)
- Genus: Larentia
  - Larentia clavaria - (Malvabandspanner)
- Genus: Ligdia
  - Ligdia adustata - (Aangebrande spanner)
- Genus: Lithostege
  - Lithostege griseata - (Lichtgrijze spanner)
- Genus: Lobophora
  - Lobophora halterata - (Lichte blokspanner)
- Genus: Lomaspilis
  - Lomaspilis marginata - (Gerande spanner)
- Genus: Lomographa
  - Lomographa bimaculata - (Tweevlekspanner)
  - Lomographa temerata - (Witte schaduwspanner)
- Genus: Lycia
  - Lycia hirtaria - (Dunvlerkspanner)
  - Lycia zonaria - (Rouwrandspanner)
- Genus: Lythria
  - Lythria cruentaria - (Zuringspanner)
- Genus: Macaria
  - Macaria alternata - (Donker klaverblaadje)
  - Macaria artesiaria - (Wilgenspanner)
  - Macaria brunneata - (Bosbesbruintje)
  - Macaria liturata - (Gerimpelde spanner)
  - Macaria notata - (Klaverblaadje)
  - Macaria signaria - (Lariksspanner)
  - Macaria wauaria - (Zwarte-w-vlinder)
- Genus: Melanthia
  - Melanthia procellata - (Witvlekbosrankspanner)
- Genus: Menophra
  - Menophra abruptaria - (Zwartvlekspikkelspanner)
- Genus: Mesoleuca
  - Mesoleuca albicillata - (Brummelspanner)
- Genus: Mesotype
  - Mesotype didymata - (Pijlkruidspanner)
  - Mesotype verberata - (Bleke bergspanner)
- Genus: Minoa
  - Minoa murinata - (Bruin spannertje)
- Genus: Nothocasis
  - Nothocasis sertata - (Esdoornblokspanner)
- Genus: Nycterosea
  - Nycterosea obstipata - (Zuidelijke bandspanner)
- Genus: Odezia
  - Odezia atrata - (Rouwspanner)
- Genus: Odontopera
  - Odontopera bidentata - (Getande spanner)
- Genus: Operophtera
  - Operophtera brumata - (Kleine wintervlinder)
  - Operophtera fagata - (Berkenwintervlinder)
- Genus: Opisthograptis
  - Opisthograptis luteolata - (Hagedoornvlinder)
- Genus: Orthonama
  - Orthonama vittata - (Moeraswalstrospanner)
- Genus: Ourapteryx
  - Ourapteryx sambucaria - (Vliervlinder)
- Genus: Pachycnemia
  - Pachycnemia hippocastanaria - (Grijze heispanner)
- Genus: Paradarisa
  - Paradarisa consonaria - (Vierkantspikkelspanner)
- Genus: Parectropis
  - Parectropis similaria - (Witvlekspikkelspanner)
- Genus: Pareulype
  - Pareulype berberata - (Berberisspanner)
- Genus: Pasiphila
  - Pasiphila chloerata - (Sleedoorndwergspanner)
  - Pasiphila debiliata - (Bosbesdwergspanner)
  - Pasiphila rectangulata - (Groene dwergspanner)
- Genus: Pelurga
  - Pelurga comitata - (Kajatehoutspanner)
- Genus: Pennithera
  - Pennithera firmata - (Hoekbanddennenspanner)
- Genus: Perconia
  - Perconia strigillaria - (Gestreepte bremspanner)
- Genus: Peribatodes
  - Peribatodes rhomboidaria - (Taxusspikkelspanner)
  - Peribatodes secundaria - (Geveerde spikkelspanner)
- Genus: Perizoma
  - Perizoma affinitata - (Koekoeksbloemspanner)
  - Perizoma albulata - (Ratelaarspanner)
  - Perizoma alchemillata - (Hennepnetelspanner)
  - Perizoma bifaciata - (Donkere ogentroostspanner)
  - Perizoma blandiata - (Ogentroostspanner)
  - Perizoma flavofasciata - (Silenespanner)
- Genus: Petrophora
  - Petrophora chlorosata - (Varenspanner)
  - Petrophora convergata
- Genus: Phibalapteryx
  - Phibalapteryx virgata - (Echt-walstrospanner)
- Genus: Phigalia
  - Phigalia pilosaria - (Perentak)
- Genus: Philereme
  - Philereme transversata - (Wegedoornspanner)
  - Philereme vetulata - (Sporkehoutspanner)
- Genus: Plagodis
  - Plagodis dolabraria - (Lindeknotsvlinder)
  - Plagodis pulveraria - (Geelbruine bandspanner)
- Genus: Plemyria
  - Plemyria rubiginata - (Blauwrandspanner)
- Genus: Plesiomorpha
  - Plesiomorpha flaviceps
- Genus: Pseudopanthera
  - Pseudopanthera macularia - (Boterbloempje)
- Genus: Pseudoterpna
  - Pseudoterpna pruinata - (Grijsgroene zomervlinder)
- Genus: Pterapherapteryx
  - Pterapherapteryx sexalata - (Kleine blokspanner)
- Genus: Pungeleria
  - Pungeleria capreolaria - (Dennenbandspanner)
- Genus: Rheumaptera
  - Rheumaptera hastata - (Speerpuntspanner)
  - Rheumaptera subhastata - (Kleine speerpuntspanner)
- Genus: Rhodometra
  - Rhodometra sacraria - (Roodstreepspanner)
- Genus: Rhodostrophia
  - Rhodostrophia vibicaria - (Paarsbandspanner)
- Genus: Scopula
  - Scopula corrivalaria - (Moerasstipspanner)
  - Scopula decorata - (Tijmstipspanner)
  - Scopula emutaria - (Witroze stipspanner)
  - Scopula floslactata - (Roomkleurige stipspanner)
  - Scopula imitaria - (Ligusterstipspanner)
  - Scopula immorata - (Donkere prachtstipspanner)
  - Scopula immutata - (Bosspanner)
  - Scopula marginepunctata - (Prachtstipspanner)
  - Scopula nigropunctata - (Zwartstipspanner)
  - Scopula ornata - (Kantstipspanner)
  - Scopula rubiginata - (Purperen stipspanner)
  - Scopula ternata - (Crème stipspanner)
  - Scopula umbelaria - (Zoomstipspanner)
- Genus: Scotopteryx
  - Scotopteryx bipunctaria - (Klaverbandspanner)
  - Scotopteryx chenopodiata - (Bruinbandspanner)
  - Scotopteryx coarctaria - (Gelijnde bruinbandspanner)
  - Scotopteryx luridata - (Late bremspanner)
  - Scotopteryx moeniata - (Tandbandspanner)
  - Scotopteryx mucronata - (Vroege bremspanner)
- Genus: Selenia
  - Selenia dentaria - (Herculesje)
  - Selenia lunularia - (Lindeherculesje)
  - Selenia tetralunaria - (Halvemaanvlinder)
- Genus: Selidosema
  - Selidosema brunnearia - (Bruine heispanner)
- Genus: Siona
  - Siona lineata - (Vals witje)
- Genus: Spargania
  - Spargania luctuata - (Witbandspanner)
- Genus: Stegania
  - Stegania cararia - (Zoomvlekspanner)
  - Stegania trimaculata - (Drievlekspanner)
- Genus: Synopsia
  - Synopsia sociaria - (Zuidelijke spikkelspanner)
- Genus: Thalera
  - Thalera fimbrialis - (Geblokte zomervlinder)
- Genus: Thera
  - Thera britannica - (Schijnsparspanner)
  - Thera cupressata - (Cipresspanner)
  - Thera juniperata - (Jeneverbesspanner)
  - Thera obeliscata - (Naaldboomspanner)
  - Thera variata - (Sparspanner)
  - Thera vetustata - (Witte sparspanner)
- Genus: Theria
  - Theria primaria - (Meidoornspanner)
  - Theria rupicapraria - (Late meidoornspanner)
- Genus: Timandra
  - Timandra comae - (Lieveling)
- Genus: Trichopteryx
  - Trichopteryx carpinata - (Vroege blokspanner)
  - Trichopteryx polycommata - (Ligusterblokspanner)
- Genus: Triphosa
  - Triphosa dubitata - (Grote boomspanner)
- Genus: Xanthorhoe
  - Xanthorhoe biriviata - (Springzaadbandspanner)
  - Xanthorhoe designata - (Koolbandspanner)
  - Xanthorhoe ferrugata - (Vierbandspanner)
  - Xanthorhoe fluctuata - (Zwartbandspanner)
  - Xanthorhoe montanata - (Geoogde bandspanner)
  - Xanthorhoe quadrifasiata - (Grote vierbandspanner)
  - Xanthorhoe spadicearia - (Bruine vierbandspanner)